# Kupeliv, Tlumaci
Kupeliv (în ucraineană Купелів) este un sat în comuna Nîjniv din raionul Tlumaci, regiunea Ivano-Frankivsk, Ucraina.

## Demografie
Componența lingvistică a localității Kupeliv
     Ucraineană (100%)
Conform recensământului din 2001, toată populația localității Kupeliv era vorbitoare de ucraineană (100%).